# Hitzewelle in Südasien 2022

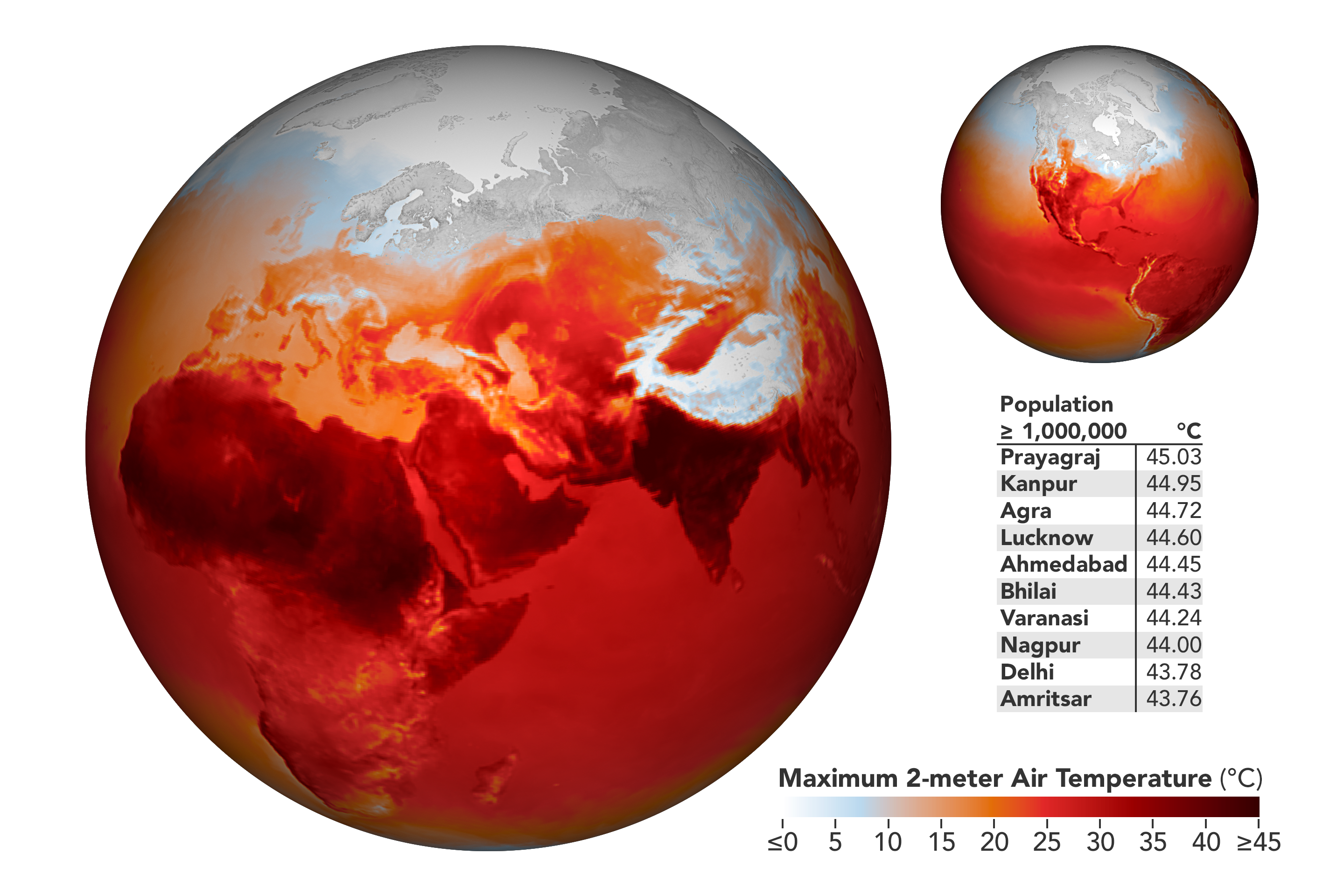
Modellierte Lufttemperaturen am 27. April 2022, NASA

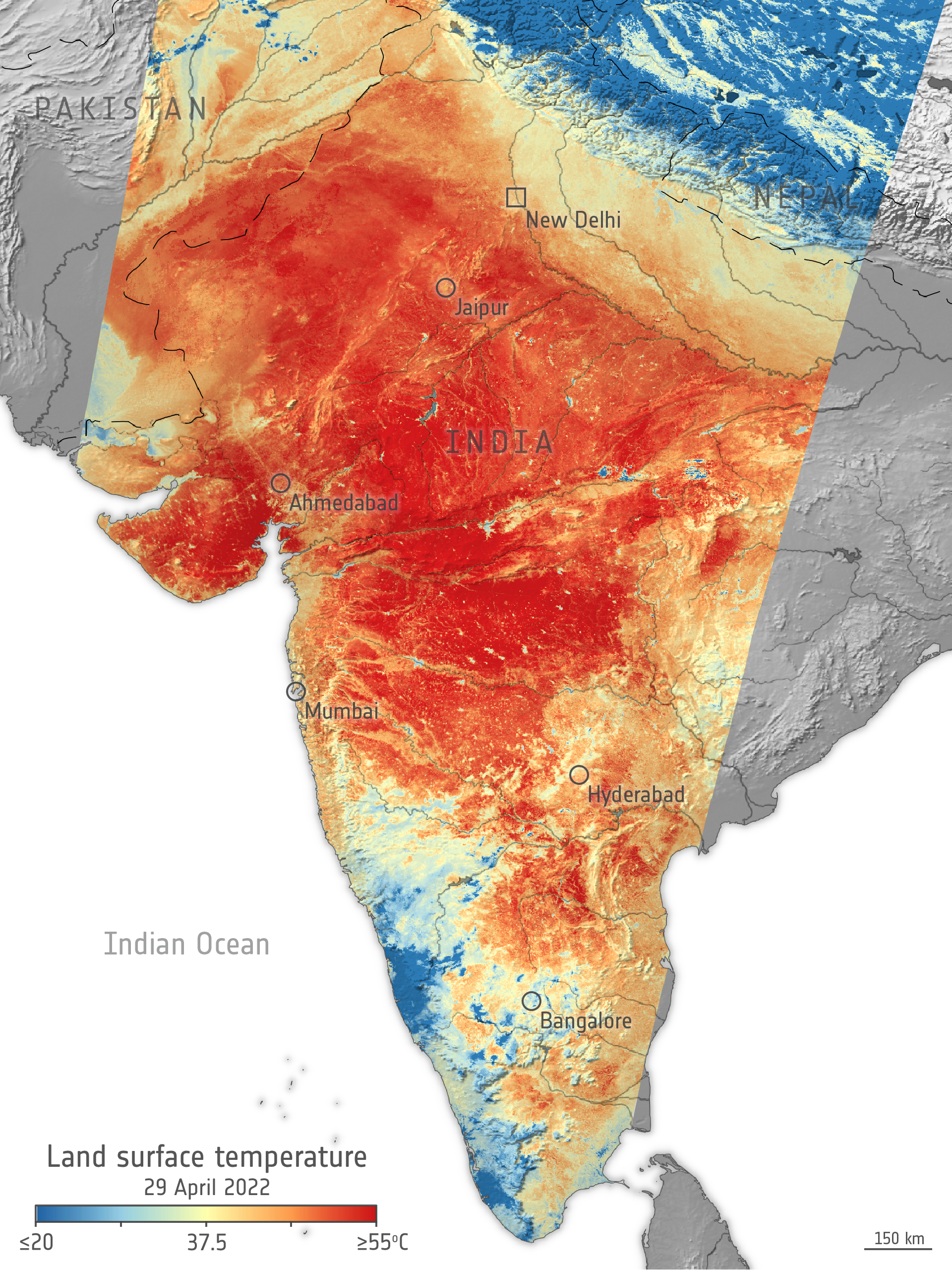
Oberflächentemperaturen (°C) in Indien am 29. April 2022, ESA

Die Hitzewelle in Südasien 2022 war eine von März bis Mai 2022 anhaltende Serie von Hitzewellen in Indien und Pakistan. In Indien waren es der heißeste März und April seit Beginn der Wetteraufzeichnungen im Jahr 1901, in Pakistan der heißeste März seit 1961. Die Hitze führte zu großflächigen Ernteausfällen und  Stromabschaltungen durch den Anstieg der Ernergienachfrage aufgrund von Klimaanlagen und den dafür nicht ausreichenden Kohlelieferungen, sowie zu einem damit verbundenen Anstieg von Kohle- und Lebensmittelpreisen, insbesondere von Getreide. Des Weiteren kam es zu Waldbränden und in Bergtälern in Pakistan zu Sturzfluten durch die rasch abschmelzenden Gletscher. Die Anzahl der durch die Hitzewelle verursachten Todesfälle ist unbekannt, beläuft sich jedoch auf mindestens 25 im indischen Bundesstaat Maharashtra und 65 in Pakistan.

## Ursachen und Kontext
Ungewöhnlich war die Hitzewelle auf Grund ihrer Ausbreitung, ihrer Intensität und ihres frühen Auftretens. So begannen die ersten Hitzewellen am 11. März und konzentrierten sich zunächst besonders auf Gujarat. Aber auch Bundesstaaten, die sich ansonsten durch gemäßigtere Temperaturen auszeichnen, wie Himachal Pradesh, Uttarakhand und Jammu und Kashmir, waren betroffen.
Ursprung der Hitzewelle im März war, dass die üblich aus Westen kommenden Wettersysteme trocken waren und so kaum Regenfälle brachten. Weitere Wettersysteme schafften es, ausgehend vom Golf von Bengalen, erst gar nicht auf das indische Festland. Die Hitzewelle wurde durch eine Welle im Jetstream verstärkt, das ein ausgedehntes Hochdruckgebiet im Nordwesten Indiens manifestierte und warme, trockene Luft über dem Land hielt. Das stabile Hochdruckgebiet über dem Nordwesten, blockierte weitere Wettersysteme und damit Regenfälle. In Indien fiel im März 2022 weniger als ein Drittel der üblichen Regenmengen (8,9 mm anstatt 30,4 mm im langjährigen Mittel). Dies war nach 1908 und 1909 die drittniedrigste Niederschlagsmenge in einem März seit Beginn der Wetteraufzeichnungen. In Neu Delhi hatte es laut dem India Meteorological Department seit März fast gar nicht geregnet. Als verstärkender Faktor wirkte die seit dem Winter anhaltende Trockenheit. Die ausgedörrten Böden verstärken die Hitze, da über ihnen keine Verdunstungskälte entsteht, und die Hitze dörrt die Böden noch stärker aus.
Von 1901 bis 2018 stieg die durchschnittliche Temperatur in Indien aufgrund der globalen Erwärmung um 1,3 Grad Celsius. Zwölf der fünfzehn wärmsten Jahre seit Aufzeichnungsbeginn traten seit 2006 auf. Auch Hitzewellen nahmen in den letzten Jahrzehnten zu. 2015 kamen bei einer besonders verheerenden Hitzewelle mehr als 3000 Menschen ums Leben und auch 2019 kam es zu einer schweren Hitzewelle mit zahlreichen Todesfällen. Seit 1980 haben Todesfälle durch Hitze in Indien um mehr als 60 Prozent zugenommen. Für den Rest des 21. Jahrhunderts wird für Indien eine weitere Zunahme der Häufigkeit, Dauer, Ausdehnung und Intensität von Frühlings-Hitzewellen prognostiziert. Eine Hitzewelle wie die aktuelle wäre vor der globalen Erwärmung etwa alle 50 Jahre aufgetreten, wohingegen sie in Zukunft durchschnittlich alle vier Jahre auftreten könnte. Eine Attributionsstudie der World Weather Attribution Initiative kam zu dem Ergebnis, dass die globale Erwärmung ein Ereignis wie die frühe Hitzewelle in Indien um den Faktor 30 wahrscheinlicher machte.

## Klimatische Veränderungen
Indien meldete im März 2022 Rekordtemperaturen und damit die wärmsten in 122 Jahren seit Beginn der Aufzeichnungen. Die Temperaturen im März waren durchweg um drei bis acht Grad über dem langjährigen Mittel in dieser Jahreszeit. Für April liegen die höchsten jemals gemessenen Temperaturen bei 48,3 °C für Indien (in Barmer, 1958) und 50,2 °C für Pakistan (in Nawabshah, 2018). Weite Teile Indiens erreichten am 28. April Lufttemperaturen zwischen 43 und 46 °C. In Jacobabad in der pakistanischen Provinz Sindh erreichten die Temperaturen am 30. April 49 °C. Am 1. Mai wurden 49,5 °C im Schatten in Nawabshah in Pakistan gemessen. Nach einer leichten Abkühlungsphase Anfang Mai stiegen die Temperaturen Mitte Mai wieder. Am 13. Mai wurden Höchsttemperaturen von 48 °C in einigen Gebieten von Rajasthan erreicht und am 14. Mai von 51 °C im pakistanischen Jacobabad.
Viele Regionen verzeichnen zu dieser Zeit fallende Grundwasserspiegel. Erst heftige, zuvor erwartete Monsunstürme und Überschwemmungen im Juni beendeten die Dürre endgültig, hatten allerdings Dutzende Tote und Millionen Obdachlose in Indien und Bangladesch zur Folge.

## Auswirkungen

### Infrastruktur
Durch die Hitze kam es zu einem Anstieg des Stromverbrauchs durch Klimaanlagen und eine damit einhergehende Versorgungslücke. Im April stieg der Energiebedarf in Delhi um 42 % und in den nördlichen Bundesstaaten Punjab und Rajasthan um 36 % bzw. 28 %, sowie um jeweils mehr als 25 % in Haryana, Uttar Pradesh und Jharkhand. Am 29. April erreichte die Energienachfrage einen Spitzenwert von 207.111 MW. Die Rekord-Energienachfrage bewirkte, dass das Energieangebot um 1,8 % hinter der Nachfrage zurückblieb, was den schlechtesten Wert seit Oktober 2015 darstellte und zu weitreichenden Stromausfällen bzw. -abschaltungen führte. In Bundesstaaten wie Jharkhand, Haryana, Bihar, Punjab und Maharashtra wurden Stromabschaltungen von mehr als acht Stunden verhängt. Der Staatskonzern Coal India, der rund 80 Prozent der in Indien geförderten Kohle fördert, förderte im April 28 Prozent mehr Kohle als zuvor. Indien strich bis Ende Mai mehr als 650 Passagierzüge, um mehr Kapazitäten auf den Bahnstrecken für den Kohletransport zu schaffen. Auch in Pakistan kam es zu Stromausfällen wie beispielsweise in Turbat im Südwesten des Landes, wo Einwohner durch Lastabwurf bis zu 9 Stunden täglich ohne Strom für Klimaanlagen und Kühlschränke waren.

### Landwirtschaft
Die Weizenernte war in Indien um zehn bis 35 Prozent geringer als sonst, in einigen besonders schwer getroffenen Regionen sogar um bis zu 50 Prozent. Auch Obst- und Gemüseernten waren betroffen. Indien ist nach China der zweitgrößte Weizenproduzent der Welt. Seit dem Beginn des russischen Überfalls auf die Ukraine am 24. Februar 2022 stiegen vielerorts die Getreidepreise und die Preise anderer Lebensmittel. Durch die Hitzewelle in Südasien verschärfte sich die Verknappung. Aufgrund der durch die Hitzewelle eingetretenen unsicheren Ernährungslage im Inland stoppte Indien am 14. Mai mit sofortiger Wirkung seine Weizenexporte. Die Regierung teilte jedoch mit, dass sie weiterhin Exporte zulassen würde, die durch bereits ausgestellte Akkreditive abgesichert seien, und an Nationen, die Lieferungen anfordern, „um ihre Ernährungssicherheit zu decken“.

### Gesundheitliche und ökologische Folgen
Zu den Auswirkungen der Hitzewelle zählten weiterhin gesundheitliche Probleme und eine beeinträchtigte Luftqualität. Im Bundesstaat Maharashtra wurden Stand 3. Mai 25 Todesfälle gemeldet, die vermutlich auf Hitzschlag zurückzuführen sind. Einige Bundesstaaten, darunter Westbengalen und Odisha, kündigten Schulschließungen an. In Pakistan wurde von mindestens 65 Todesfällen berichtet. Durch den Mangel an sauberem Trinkwasser brach zudem an einigen Orten in Pakistan Cholera aus. Auch Tiere waren dehydriert, sodass vielerorts symptomatisch vom Himmel fallende Vögel beobachtet wurden.
Durch die früh einsetzenden hohen Temperaturen kam es zu hohen Schmelzmengen der Gletscher und des Schnees in den Bergen. Nachdem Gletscherseen in Pakistan erst anstiegen und dann überliefen, kam es zu Sturzfluten in den Tälern, die zu Schäden an der Infrastruktur führten.
Die Hitzewelle verschärfte auch die Waldbrandlage. Ende April gab es in Indien gemäß der staatlichen Forstaufsicht mehr als 300 große Waldbrände gleichzeitig, davon ein Drittel im Bundesstaat Uttarakhand im Norden des Landes. Zwar kam es auch in der Vergangenheit zu Bränden, doch blieben diese meist klein und am Boden. Durch die ausgedörrten Böden fanden die Feuer aber besonders viel trockenes Brennmaterial und können sich dadurch zu besonders großen und schweren Bränden entwickeln, die bis in die Baumkronen vordringen und auch erwachsene Bäume töten können. Gleichzeitig erschwert der Wassermangel infolge der Hitzewelle das Löschen der Brände.

## Reaktionen
Der Klimaforscher Stefan Rahmstorf erklärte, in Südasien sei man inzwischen bereits nahe an den tödlichen Bereich herangekommen, an dem die Kombination von großer Hitze und Luftfeuchtigkeit ein Herunterkühlen des Körpers unmöglich mache (Vgl. Kühlgrenztemperatur) und ein längerer Aufenthalt im Freien lebensgefährlich werde. Was man in dieser Region erlebe, sei erst der Beginn. Denn bis die globalen Treibhausemissionen auf Null reduziert seien, werde die Temperatur weiter steigen. Um verheerende Folgen des Klimawandels zu vermeiden, sei es daher wichtig, die globale Erwärmung auf 1,5 °C zu begrenzen. Dies sei noch physikalisch möglich und auch die dafür nötigen Technologien für die Energiewende stünden zur Verfügung.